# Kroczyce
Kroczyce è un comune rurale polacco del distretto di Zawiercie, nel voivodato della Slesia.
Ricopre una superficie di 110,15 km² e nel 2004 contava 6 212 abitanti.